# 콥-더글러스 생산함수
콥-더글라스 생산 함수(Cobb–Douglas production function)는 한계생산력과 임금 사이의 관계를 규명하기 위해 창안된, 대표적인 1차 동차 생산함수이다.

## 기본식
{\displaystyle Y=AL^{\alpha }K^{\beta }}
- Y는 생산량(Q)으로 대체할 수 있다.
- A와 {\displaystyle \alpha ,{\beta }}는 생산기술에 의하여 결정되는 상수이다.
- L은 노동투입량이다.
- K는 자본투입량이다.

만약 노동과 자본의 투입량을 k배 만큼 증가시켰을 경우 생산량은
{\displaystyle \alpha +{\beta }>1}일 경우 k배 이상으로 증가하여 규모의 경제가 발생하고,
{\displaystyle \alpha +{\beta }=1}인 경우 k배 만큼 증가하여 규모가 변화하여도 수익은 변하지 않으며
{\displaystyle \alpha +{\beta }<1}인 경우 k배보다 적게 증가하여 규모의 불경제, 즉 규모에 따른 수익 체감이 발생한다.

## 증명
{\displaystyle Y=AL^{\alpha }K^{\beta }} ({\displaystyle \alpha +{\beta }=1})일 때 L과 K 대신 tL과 tK를 대입할 경우
{\displaystyle A(tL)^{\alpha }(tK)^{\beta }} = {\displaystyle At^{\alpha }L^{\alpha }t^{\beta }K^{\beta }} =  {\displaystyle t^{\alpha }t^{\beta }AL^{\alpha }K^{\beta }} = {\displaystyle t^{\alpha +\beta }AL^{\alpha }K^{\beta }} = {\displaystyle tAL^{\alpha }K^{\beta }} = {\displaystyle t^{1}Q}
가 되어 t배만큼 생산량이 증가함을 증명할 수 있다.